# ТЕЦ Люблін-Вроткув
ТЕЦ Люблін-Вроткув — теплоелектроцентраль на сході Польщі у місті Люблін.

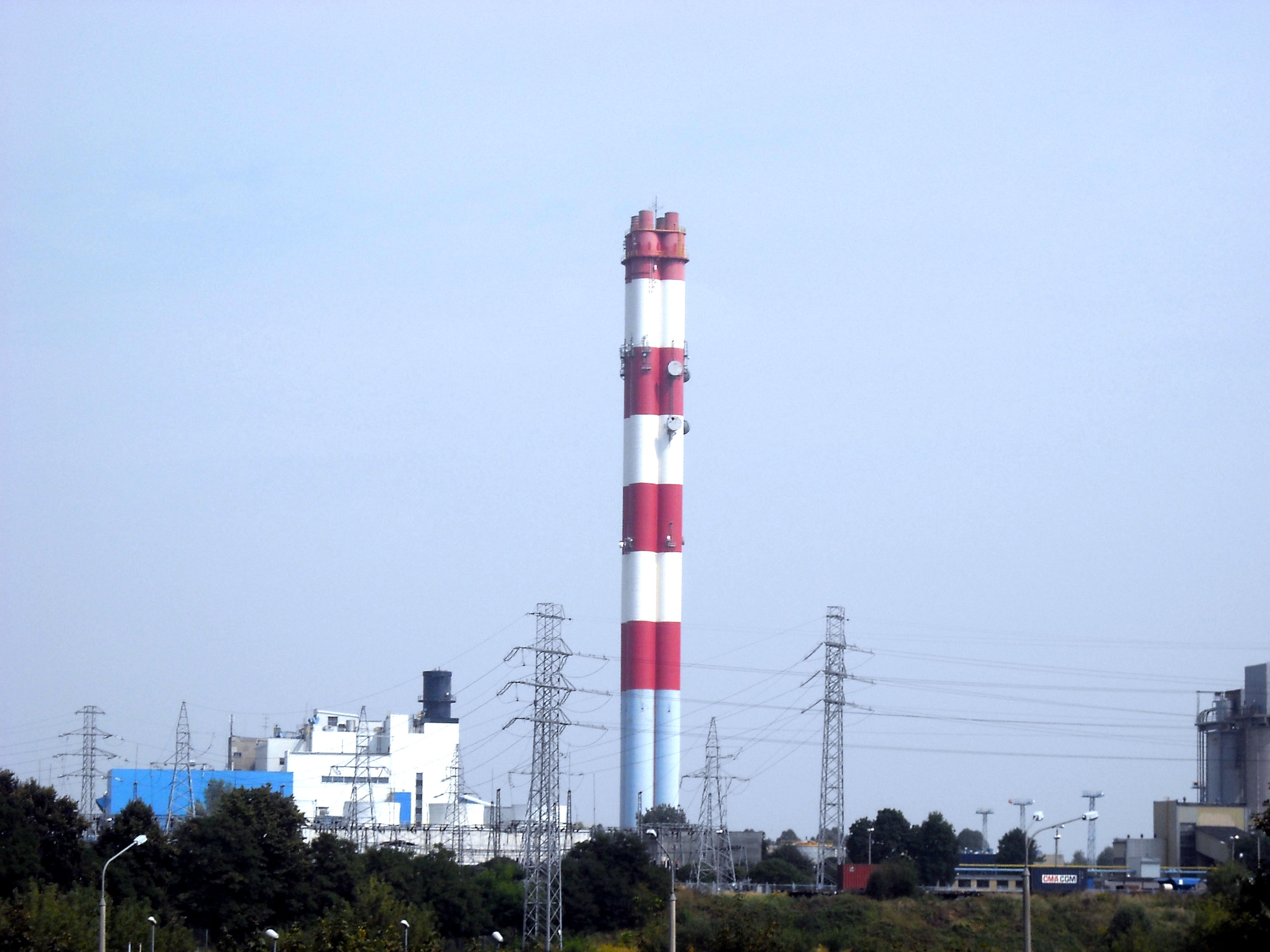

У 1976-му на майданчику станції запрацювала котельня з двома котлами WP-70 потужністю по 81 МВт, постаченими компанією Rafako з Рацибужа. В 1979-му та 1985-му змонтували ще два котли того ж виробника — цього разу типу WP-120 з одиничною потужністю 140 МВт.
У 2002-му об'єкт перетворили на ТЕЦ завдяки запуску енергоблока потужністю 231 МВт, створеного за технологією комбінованого парогазового циклу. У ньому змонтували газову турбіну виробництва італійської компанії Ansaldo (за ліцензією Siemens) потужністю 167,8 МВт, яка через котел-утилізатор Lurgi живить одну парову турбіну Ansaldo потужністю 71,6 МВт. З урахуванням постачання тепла, загальна паливна ефективність цього блоку становить 77,6 % (паливна ефективність водогрійних котлів 86,7 %).
Загальна теплова потужність станції станом на 2019 рік рахується як 592 МВт.
Видалення продуктів згоряння відбувається через димар заввишки 150 метрів.